# Марчуговский сельский округ
Марчуговский сельский округ — упразднённая административно-территориальная единица, существовавшая на территории Воскресенского района Московской области в 1994—2006 годах.
Марчуговский сельсовет был образован в первые годы советской власти. По данным 1919 года он входил в состав Спасской волости Бронницкого уезда Московской губернии.
В 1926 году Марчуговский с/с включал село Марчуги и Глиньковскую мельницу.
В 1929 году Марчуговский с/с был отнесён к Ашитковскому району Коломенского округа Московской области. При этом к нему был присоединён Аргуновский с/с.
20 мая 1930 года Марчуговский с/с был передан в Воскресенский район.
17 июля 1939 года к Марчуговскому с/с был присоединён Глиньковский сельсовет (селения Глиньково и Вертячево).
14 июня 1954 года к Марчуговскому с/с был присоединён Косяковский сельсовет.
22 июня 1954 года в Марчуговский с/с из Гостиловского с/с было передано селение Городище, но 12 декабря 1959 года оно было возвращено обратно (тогда же из Марчуговского с/с в Гостиловский было передано Городищенское отделение совхоза «Можерез»).
1 февраля 1963 года Воскресенский район был упразднён и Марчуговский с/с вошёл в Люберецкий сельский район. 11 января 1965 года Марчуговский с/с был возвращён в восстановленный Воскресенский район.
3 февраля 1994 года Марчуговский с/с был преобразован в Марчуговский сельский округ.
28 августа 2001 года центр Марчуговского с/о был перенесён из села Марчуги в село Косяково.
В ходе муниципальной реформы 2004—2005 годов Марчуговский сельский округ прекратил своё существование как муниципальная единица. При этом все его населённые пункты были переданы в сельское поселение Фединское.
29 ноября 2006 года Марчуговский сельский округ исключён из учётных данных административно-территориальных и территориальных единиц Московской области.